# Mistrzostwa Polski w powożeniu
Mistrzostwa Polski w powożeniu – coroczne zawody sportowe, w trakcie których wyłaniani są mistrzowie Polski w powożeniu zaprzęgami jednokonnymi, zaprzęgami parokonnymi i zaprzęgami czterokonnymi.
Pierwsze Mistrzostwa Polski w powożeniu datują się na lata:
- 1979 w zaprzęgach czterokonnych,
- 1985 w zaprzęgach parokonnych,
- 1998 w zaprzęgach jednokonnych.

Zawody trwają zazwyczaj 3 dni i składają się z trzech konkursów: ujeżdżenie, maraton i zręczność powożenia. Kobiety współzawodniczą razem z mężczyznami. Ze względu na zbyt małą liczbę zgłoszeń w latach 1992-2016 Mistrzostwa Polski w powożeniu zaprzęgami czterokonnymi nie odbyły się.

## Złoci medaliści[1]
| Rok  | Zaprzęgi jednokonne | Zaprzęgi parokonne     | Zaprzęgi czterokonne   |
| ---- | ------------------- | ---------------------- | ---------------------- |
| 2025 | Bartłomiej Kwiatek  | Aleksander Fularczyk   |                        |
| 2024 | Bartłomiej Kwiatek  | Hubert Kozłowski       | Piotr Mazurek          |
| 2023 | Jagoda Karpińska    | Weronika Kwiatek       | Piotr Mazurek          |
| 2022 | Katarzyna Kuryś     | Rafał Wojtacha         | Piotr Mazurek          |
| 2021 | Bartłomiej Kwiatek  | Bartłomiej Kwiatek     | -                      |
| 2020 | Bartłomiej Kwiatek  | Bartłomiej Kwiatek     | -                      |
| 2019 | Katarzyna Kuryś     | Rafał Wojtacha         | Piotr Mazurek          |
| 2018 | Bartłomiej Kwiatek  | Rafał Wojtacha         | Bartłomiej Kwiatek     |
| 2017 | Bartłomiej Kwiatek  | Rafał Wojtacha         | Bartłomiej Kwiatek     |
| 2016 | Bartłomiej Kwiatek  | Waldemar Kaczmarek     | ---                    |
| 2015 | Bartłomiej Kwiatek  | Adrian Kostrzewa       | ---                    |
| 2014 | Weronika Kwiatek    | Adrian Kostrzewa       | ---                    |
| 2013 | Bartłomiej Kwiatek  | Waldemar Kaczmarek     | ---                    |
| 2012 | Bartłomiej Kwiatek  | Adrian Kostrzewa       | ---                    |
| 2011 | Bartłomiej Kwiatek  | Adrian Kostrzewa       | ---                    |
| 2010 | Bartłomiej Kwiatek  | Jacek Kozłowski        | ---                    |
| 2009 | Bartłomiej Kwiatek  | Jacek Kozłowski        | ---                    |
| 2008 | Bartłomiej Kwiatek  | Jacek Kozłowski        | ---                    |
| 2007 | Bartłomiej Kwiatek  | Jacek Kozłowski        | ---                    |
| 2006 | Bartłomiej Kwiatek  | Sebastian Bogacz       | ---                    |
| 2005 | Bartłomiej Kwiatek  | Jacek Kozłowski        | ---                    |
| 2004 | Agnieszka Chwastek  | Roman Kusz             | ---                    |
| 2003 | Wiktor Pietrowski   | Jacek Kozłowski        | ---                    |
| 2002 | Agnieszka Chwastek  | Jacek Kozłowski        | ---                    |
| 2001 | Agnieszka Chwastek  | Jacek Kozłowski        | ---                    |
| 2000 | Wiktor Pietrowski   | Jacek Kozłowski        | ---                    |
| 1999 | Wiktor Pietrowski   | Roman Kusz             | ---                    |
| 1998 | Wiktor Pietrowski   | Krzysztof Rembowski    | ---                    |
| 1997 | ---                 | Jacek Kozłowski        | ---                    |
| 1996 | ---                 | Zbigniew Brzoskowski   | ---                    |
| 1995 | ---                 | Roman Kusz             | ---                    |
| 1994 | ---                 | Czesław Konieczny      | ---                    |
| 1993 | ---                 | Zbigniew Brzoskowski   | ---                    |
| 1992 | ---                 | Czesław Konieczny      | ---                    |
| 1991 | ---                 | Roman Kusz             | Kazimierz Andrzejewski |
| 1990 | ---                 | Roman Kusz             | Kazimierz Andrzejewski |
| 1989 | ---                 | Zbigniew Brzoskowski   | Kazimierz Andrzejewski |
| 1988 | ---                 | Zbigniew Brzoskowski   | Zygmunt Waliszewski    |
| 1987 | ---                 | Roman Kusz             | Zygmunt Waliszewski    |
| 1986 | ---                 | Kazimierz Andrzejewski | Zygmunt Waliszewski    |
| 1985 | ---                 | Roman Kusz             | Zygmunt Waliszewski    |
| 1984 | ---                 | ---                    | Zygmunt Waliszewski    |
| 1983 | ---                 | ---                    | Zygmunt Waliszewski    |
| 1982 | ---                 | ---                    | Zygmunt Waliszewski    |
| 1981 | ---                 | ---                    | Zygmunt Waliszewski    |
| 1980 | ---                 | ---                    | Zygmunt Waliszewski    |
| 1979 | ---                 | ---                    | Zygmunt Waliszewski    |